# Catalunya en Miniatura

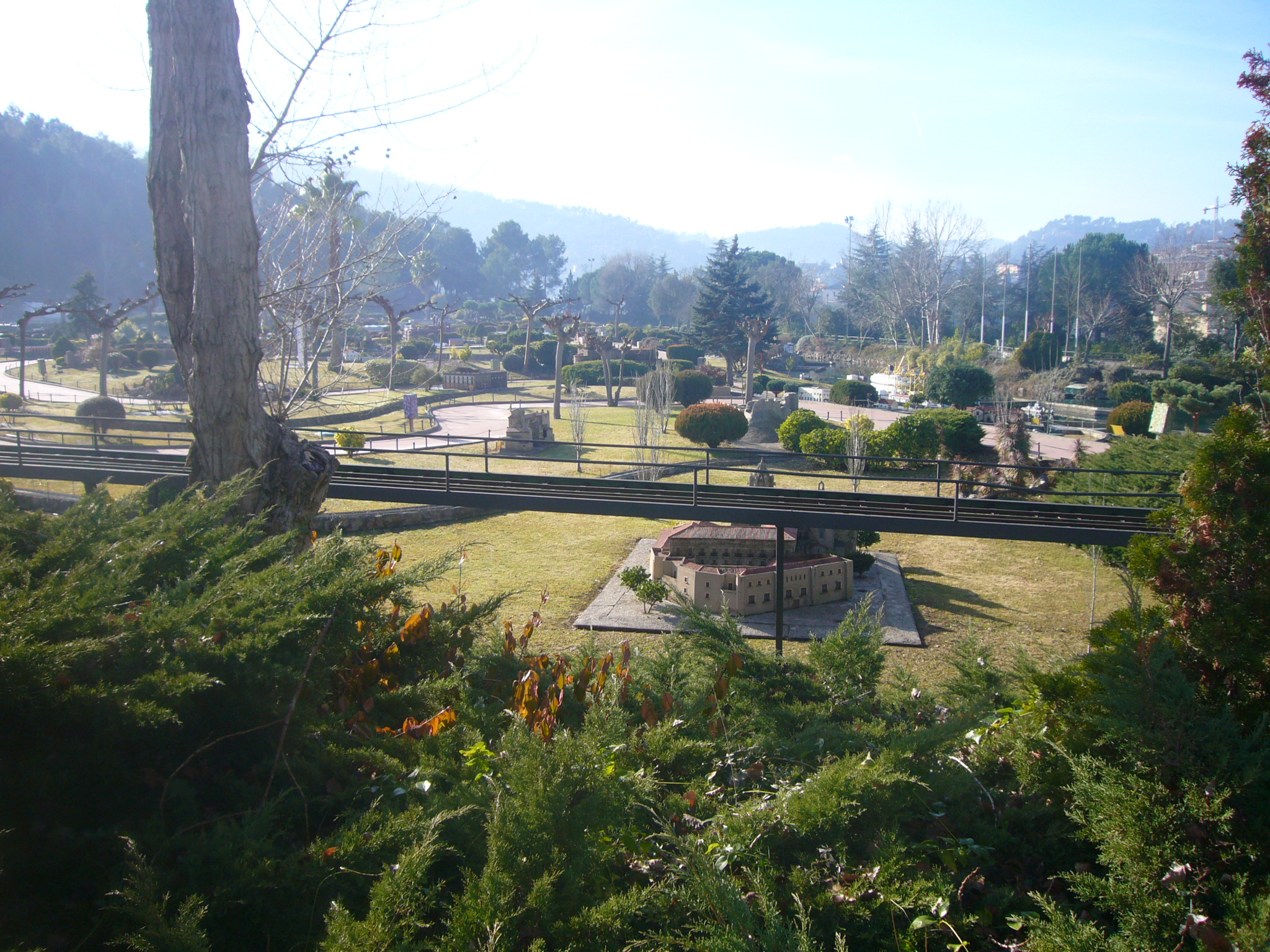
Panorama van Catalunya en Miniatura

Catalunya en Miniatura is een miniatuurpark in Torrelles de Llobregat, op ongeveer 17 km van Barcelona. Het park werd in 1983 geopend en is een van de grootste miniatuurparken ter wereld. Het park telt 147 maquettes van gebouwen in Catalonië en alle belangrijke werken van Antoni Gaudí.

## Geschiedenis
Het idee om een miniatuurpark op te richten in Cataluña kwam van de heer Joh. A. Lorijn (die ook andere miniatuursteden in Europa gebouwd heeft, waaronder Mini-Europe in Brussel). Na een bezoek van de heer Fernando de Ercilla Ayesterán (oud burgemeester van Castelldefels bij Barcelona) aan Madurodam wilde deze ook als aandeelhouder betrokken zijn in het project. Het beheer van het project Catalunya en Miniatura begon in 1981 en de eerste steen werd op 6 mei 1983 gelegd door de burgemeester van Torrelles, de toenmalige president van de Generalitat de Catalunya, Jordi Pujol i Soley en de toenmalige regionale minister van Werkgelegenheid, Joan Rigol, die uit Torrelles kwam. Hetzelfde jaar nog opende het park zijn deuren. Enige tijd later was meer financiering nodig voor uitbreiding, waarop de heer Fernando de Ercilla Ayesterán alle aandelen heeft bemachtigd en het Park verder heeft geëxploiteerd.
In juni 1985 legde Nicolau Casaus, vicepresident van FC Barcelona, de eerste steen van de maquette van Camp Nou en het Mini Estadi.
In maart 2012 kocht Dianova 51% van de aandelen van het bedrijf van de familie Ercilla en werd met deze fusie meerderheidsaandeelhouder. DIANOVA is een internationale NGO met een adviserende status voor de Verenigde Naties (ECOSOC). Dianova is actief in 12 Amerikaanse landen met innovatieve programma's en projecten op het gebied van onderwijs, jeugd, verslavingspreventie en op het gebied van sociaal-gemeenschapsontwikkeling.

## Technische gegevens
Catalunya en Miniatura beslaat een oppervlakte van 60.000 vierkante meter, waarvan 35.000 bestaat uit maquettes en 25.000 voor parkeerplaatsen en overige diensten beschikbaar is. De bezoekers kunnen één route volgen, waar de maquettes op volgorde van comarca te vinden zijn. Bij de maquettes bevindt zich zo'n 5000 m² aan grasvelden, 4.500 planten, 450 bomen, 600 bonsais, 35 palmbomen en meer dan 3.000 seizoensbloemen. Verder zijn er watervallen, fonteinen en meren met in totaal 400 ton aan rotssteen. Tegenwoordig is er ook een treintje dat de bezoekers door het park rijdt.
De maquettes voor de stad Barcelona zijn op een schaal van 1:33 gemaakt en de overige maquettes op een schaal van 1:25. Dit nauwkeurige werk kost veel tijd. Zo werd er aan de maquette van de Sagrada Familia 5.000 uur gewerkt door drie specialisten en aan Camp Nou 4.000 uur door drie specialisten.

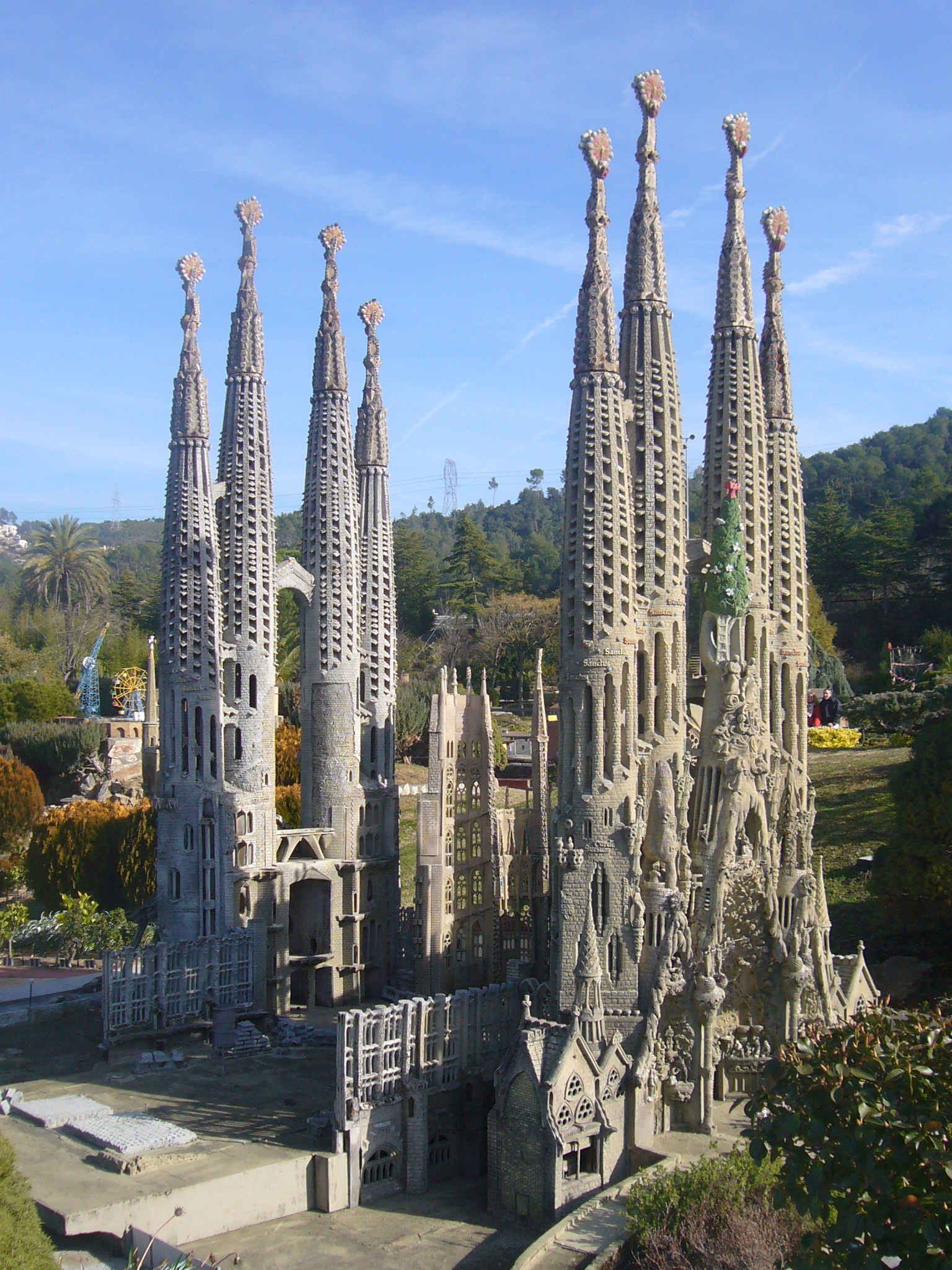
Maquette van de Sagrada Família (13.000 uur werk)
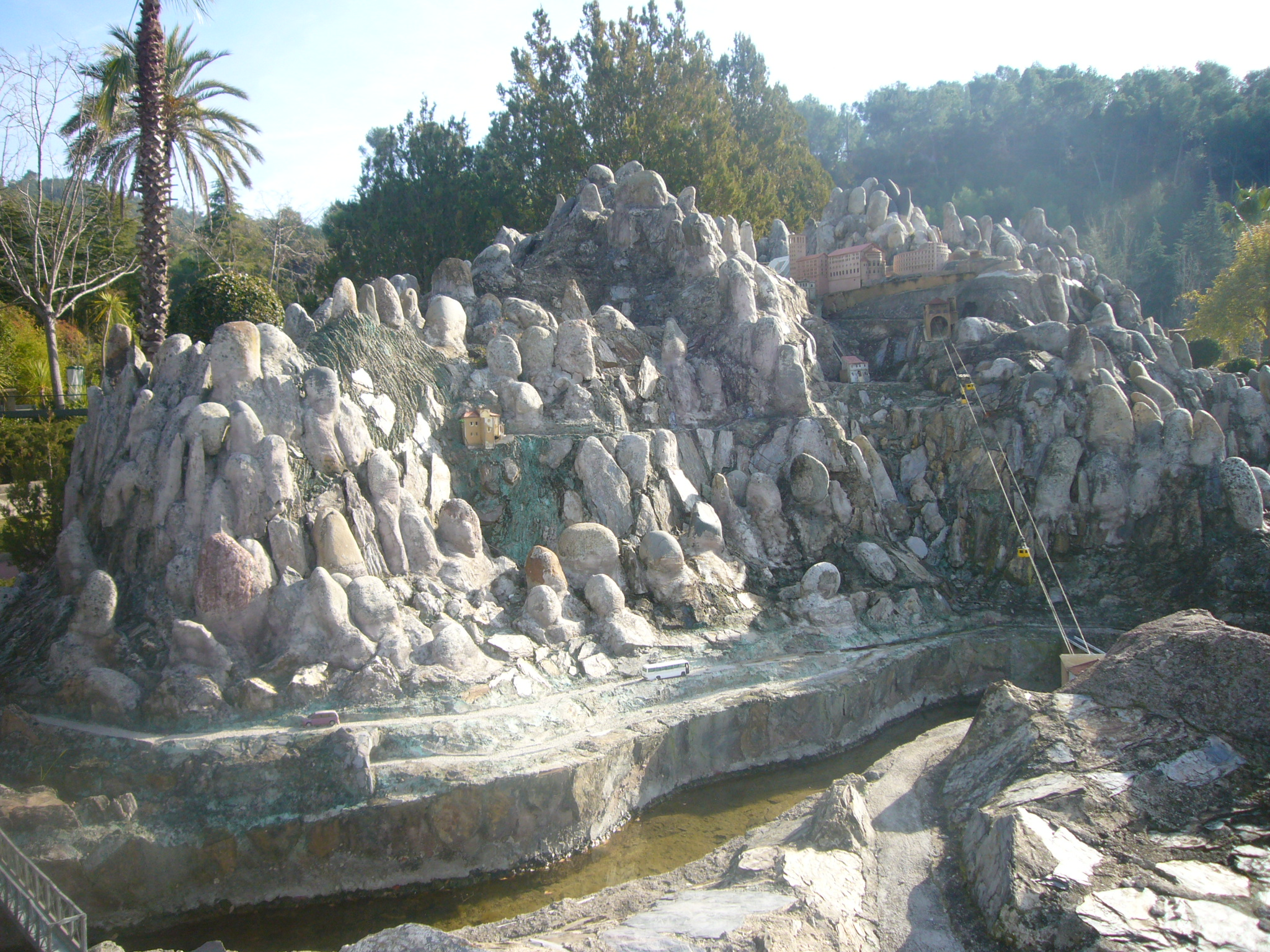
Maquette van Montserrat (5.000 uur werk)
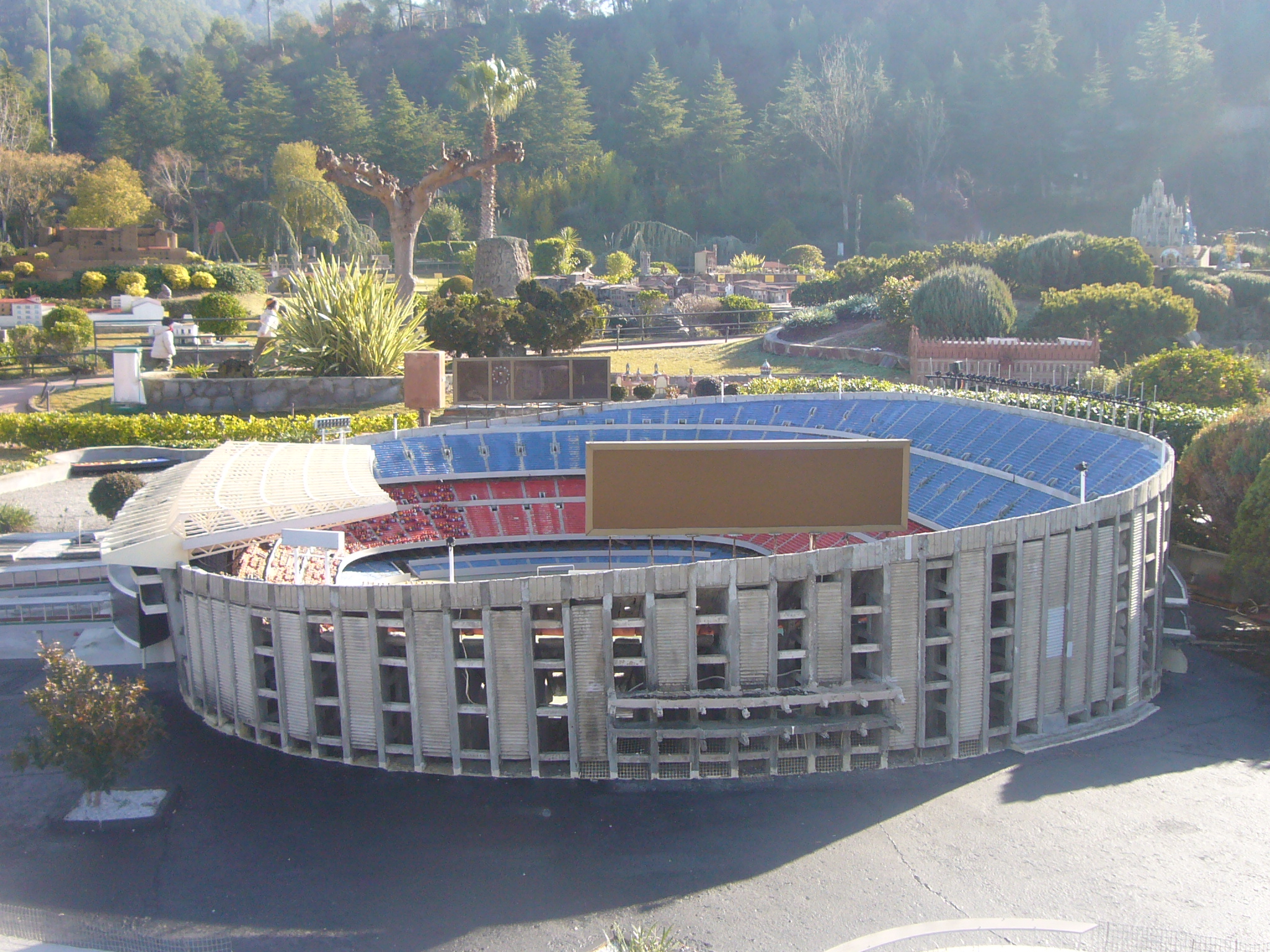
Maquette van Camp Nou (4.000 uur werk)
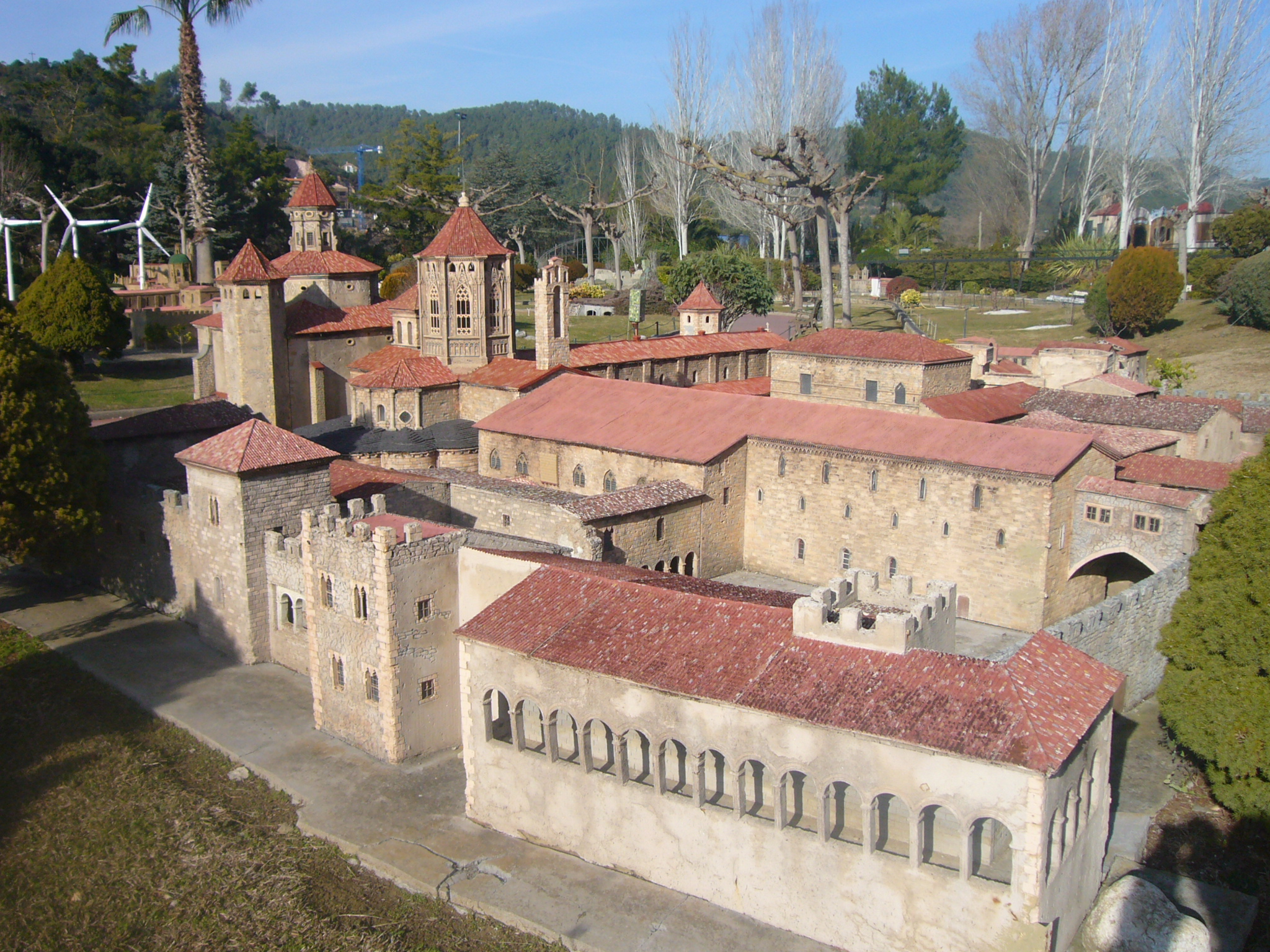
Maquette van het Klooster van Poblet (2.000 uur werk)
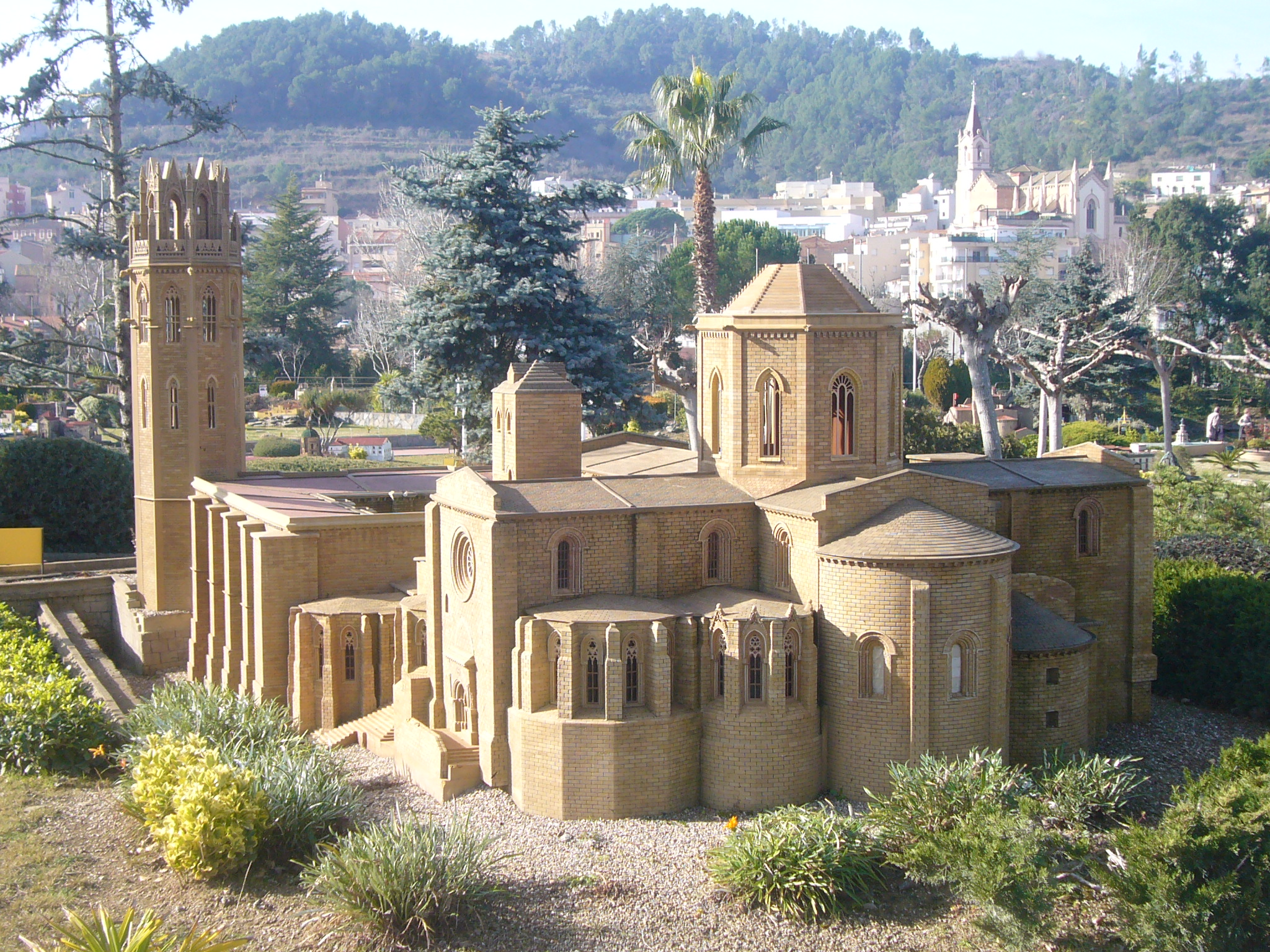
Kathedraal van Lleida (1.000 uur werk)
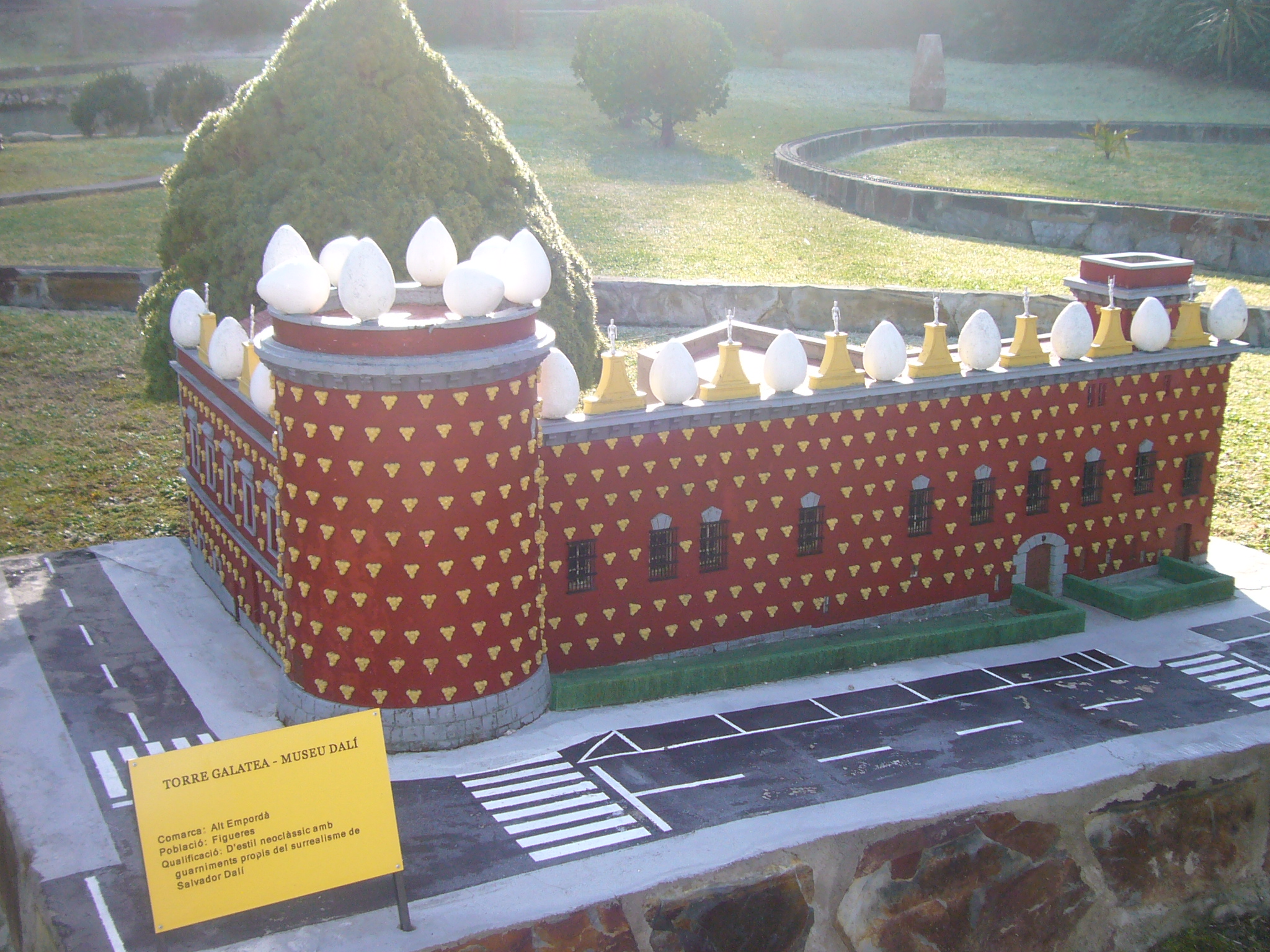
Torre Galatea (500 uur werk)

## Lijst van gebouwen en objecten

### Stad Barcelona
Paleis van de Generalitat de Catalunya, Gemeentehuis van Barcelona en Plaça de Sant Jaume, Catalaans Parlement, Kathedraal van Barcelona, Pia Almoina de Barcelona, Casa de l'Ardiaca, Palau Reial Major i Kapel van Santa Àgata, Sant Pau del Camp, Universiteit van Barcelona, Plaça de Catalunya, Haven van Barcelona, Havenkabelbaan van Barcelona, gebouw van de Llotja de Mar, La Rambla met het Monument van Columbus, Station Barcelona França, het oude gebouw van La Vanguardia in de Carrer Pelai, Camp Nou, Mini Estadi, IJsbaan van Barcelona, Palau Blaugrana, La Masía, Tibidabo,  Sagrada Família, Parc Güell, Palau Güell, Finca Güell, Casa Batlló, Casa Calvet, La Pedrera, Bellesguard, Col·legi de les Teresianes, Casa Vicens en Station Les Planes.

### Provincie Barcelona
Luchthaven Barcelona-El Prat, hoofdkantoor van Televisió de Catalunya, Cripta Colònia Güell, Chupa Chups fabriek, gebouw van El Periódico in Parets del Vallès, Gemeentehuis van Granollers, plaça Porxada de Granollers, Station Mataró, vuurtoren van Calella, gebouw van El País, Bimbobrood fabriek in Granollers, Klooster van Sant Cugat del Vallès, Montserrat, Klooster van Montserrat en Kabelbaan van Montserrat, Pont del Diable, kasteel en kerk van Santa Maria de la Tossa, Station Igualada, Kasteel van Cardona, Gemeentehuis van Manresa, Pont Vell, Brandweerkazerne van Manresa, Sint-Jacobus hermitage in Castellbell i el Vilar, restaurant Cal Pupinet (Castellbisbal),  Kust van Sitges met Cau Ferrat, Maricel Museum, Sint Bartholomeus en Thekla kerk in Sitges, Station Sitges, Celler Güell, Caves Codorníu en Caves Blancher (Sant Sadurní d'Anoia), Caves Rovellats (Sant Martí Sarroca), kasteel en kerk van Sant Martí Sarroca, Santa Cecília abdij van Montserrat, kerk van Torrelles de Llobregat, romaanse brug van Vic, La Piara fabriek (Manlleu), Rupit en de kerk van het Sint-Jacobus klooster van Frontanyà.

### Provincie Girona
Kathedraal van Girona, Klooster van Sant Pere de Galligants, Klooster van Ripoll, Gemeentehuis en Archieven van Ripoll, Sant Martí de Surroca kerk (Ogassa), Onze-Lieve-Vrouw van de engelen kerk in Llívia, Néts de Joaquim Trias koekjesfabriek (Santa Coloma de Farners), Middeleeuwse brug van Besalú, meer van Banyoles, Sint-Maria kerk van Porqueres, Torre Galatea (Dalí museum te Figueres), Sant Pere de Rodes en het landhuis van de Grup Serhs in Sant Hilari Sacalm.

### Provincie Lleida
La Seu Vella, Kathedraal van Seu d'Urgell, Sint-Andreas kerk in Oliana en Sint-Clement kerk in Coll de Nargó, Col·legiata de Sant Pere in Ponts, Sint-Maria kerk in Balaguer, Kasteel van Floresta, Klooster van Vallbona de les Monges, Granja Castelló de Mollerussa, Universiteit van Cervera, Skistation van de Port del Comte, ruïnes van het Kasteel van Sort, Sint-Maria kerk in Talló (Bellver de Cerdanya) en de romaanse kerken van la Vall de Boí.

### Provincie Tarragona
Kathedraal van Tarragona, Roger de Llúria monument en Stadhuis van Tarragona, haven van Tarragona, Aqüeducte de les Ferreres, Arc de Berà, Celler cooperatiu de Falset, Celler Cooperatiu del Pinell de Brai, Monestir de Santes Creus, Klooster van Poblet, Kasteel van Calafell, hermitage van Sint-Michaël in Segur de Calafell, Castell de la Suda (Tortosa), Castell de Móra d'Ebre en brug van Amposta.